# Барсуковка (Азовський німецький національний район)
Барсуковка (рос. Барсуковка) — присілок у Азовському німецькому національному районі Омської області Російської Федерації.
Належить до муніципального утворення Александровське сільське поселення. Населення становить 64 особи.

## Історія
Згідно із законом від 30 липня 2004 року органом місцевого самоврядування є Александровське сільське поселення.

## Населення
| 1919 | 1920 | 1926 | 1940 | 1967 | 1989 | 2002 |
| ---- | ---- | ---- | ---- | ---- | ---- | ---- |
| 158  | ↗183 | ↗206 | ↗240 | ↘205 | ↘59  | ↗63  |
| 2010 |      |      |      |      |      |      |
| ↗64  |      |      |      |      |      |      |